# Joseph Ignace Guillotin
Joseph Ignace Guillotin (Saintes, 28 de maig de 1738 - París, 26 de març de 1814) va ser un metge i diputat francès. El seu nom s'associa a la invenció de la guillotina, dispositiu mecànic per executar els condemnats a mort a través de la decapitació. Realment, el Dr. Guillotin no fou l'inventor d'aquest dispositiu, però sí que va proposar-ne la utilització a França. L'ús de l'epònim per designar la guillotina es va convertir en un fet habitual. Alguns familiars van arribar a sol·licitar al govern que deixessin d'utilitzar el seu nom per descriure la màquina, però l'esforç fou en va i van haver de canviar-se el cognom.

## Biografia
A l'inici de l'educació secundària, Guillotin es va interessar per les arts; fou professor de literatura a l'Irishah Collegue de Bordeus. Va decidir continuar els estudis com a físic i finalment va estudiar medicina a Reims i a la universitat de París. Es graduà el 1770.
El 1784 el govern francès el va designar, juntament amb Benjamin Franklin i altres, per investigar el magnetisme animal, suposadament descobert per Franz Mesmer. El 1789 es va convertir en diputat de París a l'Assemblea Constituent francesa. Va ser en aquesta posició des d'on va proposar l'ús de la guillotina a l'Assemblea Legislativa. Tot i aquesta oferta, Guillotin era contrari a la pena de mort, però creia que un mètode d'execució més humà i menys dolorós hauria de ser el primer pas cap a una eliminació total d'aquest tipus de condemnes. També va intentar que les execucions fossin vistes per menys famílies i nens, i de fet, va votar per a fer-les més privades i individualitzades.
Una llegenda urbana afirma que executaren el Dr. Guillotin amb la seva màquina. Però això és fals, ja que la seva mort va ser provocada per l'àntrax en una espatlla.